# Episodi di Caro John (seconda stagione)
La seconda stagione della serie televisiva Caro John è stata trasmessa in anteprima negli Stati Uniti d'America dalla NBC tra il 28 settembre 1989 e il 16 maggio 1990.
| nº | Titolo originale          | Titolo italiano | Prima TV USA      | Prima TV Italia |
| -- | ------------------------- | --------------- | ----------------- | --------------- |
| 1  | A New Leash on Life       |                 | 28 settembre 1989 |                 |
| 2  | The Other Group           |                 | 12 ottobre 1989   |                 |
| 3  | Ralph's Second Chance     |                 | 19 ottobre 1989   |                 |
| 4  | John's Blind Date         |                 | 2 novembre 1989   |                 |
| 5  | The Secret of Success     |                 | 9 novembre 1989   |                 |
| 6  | The British Are Coming    |                 | 16 novembre 1989  |                 |
| 7  | Something on the Side     |                 | 23 novembre 1989  |                 |
| 8  | Fathers Know Best         |                 | 30 novembre 1989  |                 |
| 9  | The Dilemma with Emma     |                 | 7 dicembre 1989   |                 |
| 10 | Kate, a Date & Fate       |                 | 21 dicembre 1989  |                 |
| 11 | Honolulu Baby             |                 | 4 gennaio 1990    |                 |
| 12 | Breaking Up Is Hard to Do |                 | 11 gennaio 1990   |                 |
| 13 | Kirk's Problem            |                 | 17 gennaio 1990   |                 |
| 14 | John's Friend             |                 | 24 gennaio 1990   |                 |
| 15 | Unwelcome to the Club     |                 | 7 febbraio 1990   |                 |
| 16 | Some Nights to Remember   |                 | 12 febbraio 1990  |                 |
| 17 | John's New Job (Part 1)   |                 | 14 febbraio 1990  |                 |
| 18 | John's New Job (Part 2)   |                 | 21 febbraio 1990  |                 |
| 19 | Babyface                  |                 | 28 febbraio 1990  |                 |
| 20 | John's Night Out          |                 | 8 marzo 1990      |                 |
| 21 | True Confessions          |                 | 14 marzo 1990     |                 |
| 22 | To John with Love         |                 | 2 maggio 1990     |                 |
| 23 | Aunt Red                  |                 | 9 maggio 1990     |                 |
| 24 | No More Mr. Nice Guy      |                 | 16 maggio 1990    |                 |